# Ein Garten am Orontes

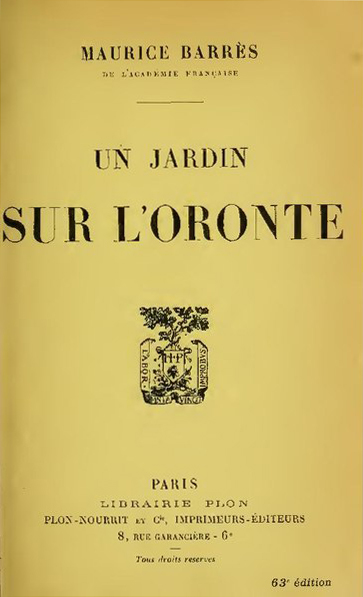

Ein Garten am Orontes (französisch Un jardin sur l’Oronte) ist ein Werk von Maurice Barrès, das 1922 bei Plon-Nourrit zum ersten Mal veröffentlicht wurde. Darin hat Barrès eine Geschichte niedergeschrieben, die ihm ein irischer Archäologe eines Abends im Juni 1914 in einem Café in Hama am Orontes aus einem Manuskript übersetzt habe. Die Liebesgeschichte von „einem Christen und einer Sarazenin“ spielt in der Kreuzzugszeit des Mittelalters. Ins Deutsche übersetzt wurde das Werk zum ersten Mal 1927 von Madeleine Scheid-Imbert.
Die Veröffentlichung löste die sogenannte querelle de l'Oronte aus (der Orontes-Streit). Das Werk wurde zu einer gleichnamigen Oper mit einem Libretto von Franc-Nohain und Musik von Alfred Bachelet adaptiert, die am 7. November 1932 zur Uraufführung gebracht wurde.

## Ausgaben
Barrès, Maurice: Un jardin sur l'Oronte. Paris, Plon, 1922.

## Übersetzungen
Barrès, Maurice: Ein Garten am Orontes. Basel, Rhein-Verlag, 1927 (übersetzt von Madeleine Scheid-Imbert).